# Lada Largus
La Lada Largus (nom de code R90) est un break et un utilitaire fabriqué par le constructeur automobile russe Lada depuis 2012. C'est une version rebadgée des Dacia Logan I MCV et Van.

## Présentation
Au Salon de Moscou 2010, Lada dévoile son tout nouveau modèle, toujours baptisé du nom de code interne de R90. Sous les traits de cette « voiture à bas prix à grande capacité de chargement », les initiés auront reconnu la Dacia Logan MCV rebadgée. Il est vrai que le groupe Renault détient 25 % du constructeur russe.

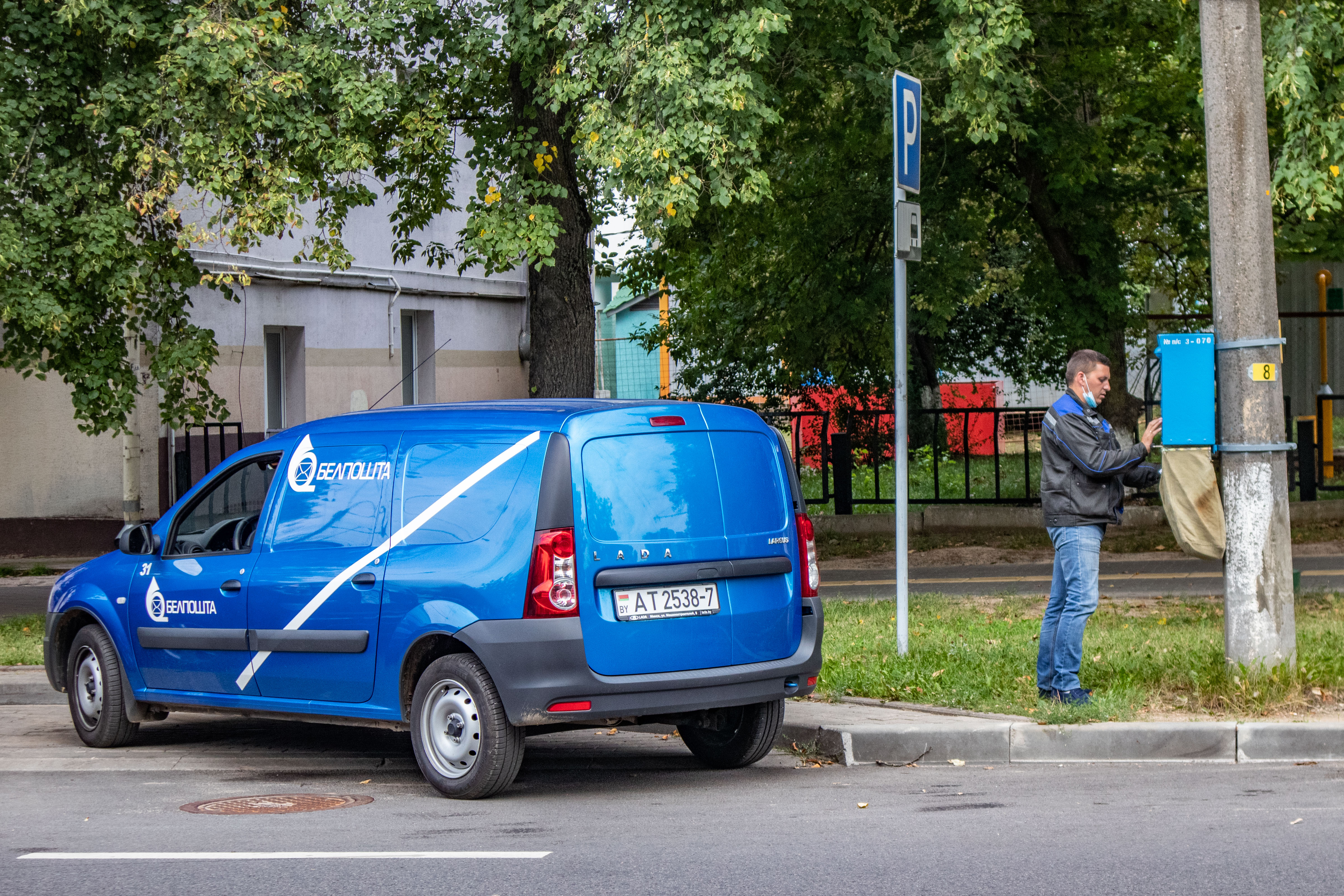
Lada Largus utilitaire

Concurrente directe des Lada en termes de positionnement et de clientèle, et bénéficiant de l'appui de Renault, la marque Dacia apparaissait comme la plus sérieuse des rivales du constructeur russe lors de l'apparition de la Dacia Logan en 2004. Et très vite effectivement, la marque roumaine surpassait très largement les 110 d’abord, puis les Kalina et Priora en Europe, qui faisaient office d'ancêtre d'un point de vue technique à côté de la Logan.
Les marques auraient pu en rester à cette concurrence perdue d’avance pour AvtoVaz, mais c'était sans compter sur l'entrée de Renault-Nissan dans le capital du constructeur russe, avec la promesse de lui apporter sa technologie. C'est même plus que ça que lui apporte Renault, qui arrive avec un modèle complet, puisque cette Largus n'est autre qu'une Dacia Logan MCV rebadgée, à qui elle reprend aussi le moteur 1.6l de 105 chevaux.
Proposée en version 7 places dotée de deux coussins gonflables de sécurité (« airbags ») de série, la Largus pourra être complétée des airbags latéraux, de la radio-CD et de l'ABS. De quoi en faire la plus « luxueuse » et la plus chère des Lada, puisqu’elle devrait être affichée au prix de 340 000 roubles, contre 320 000 pour la Lada Priora Wagon. Comble de l'histoire, c'est qu'à ce prix, elle sera vendue moins cher que la Logan berline, vendue sous la marque Renault en Russie pour 365 000 roubles. Pour éviter toute concurrence entre les deux modèles, la Logan MCV ne sera pas vendue sous la marque Renault en Russie. La Largus Largus est uniquement vendue dans quelques pays de la Communauté des Etats indépendants.

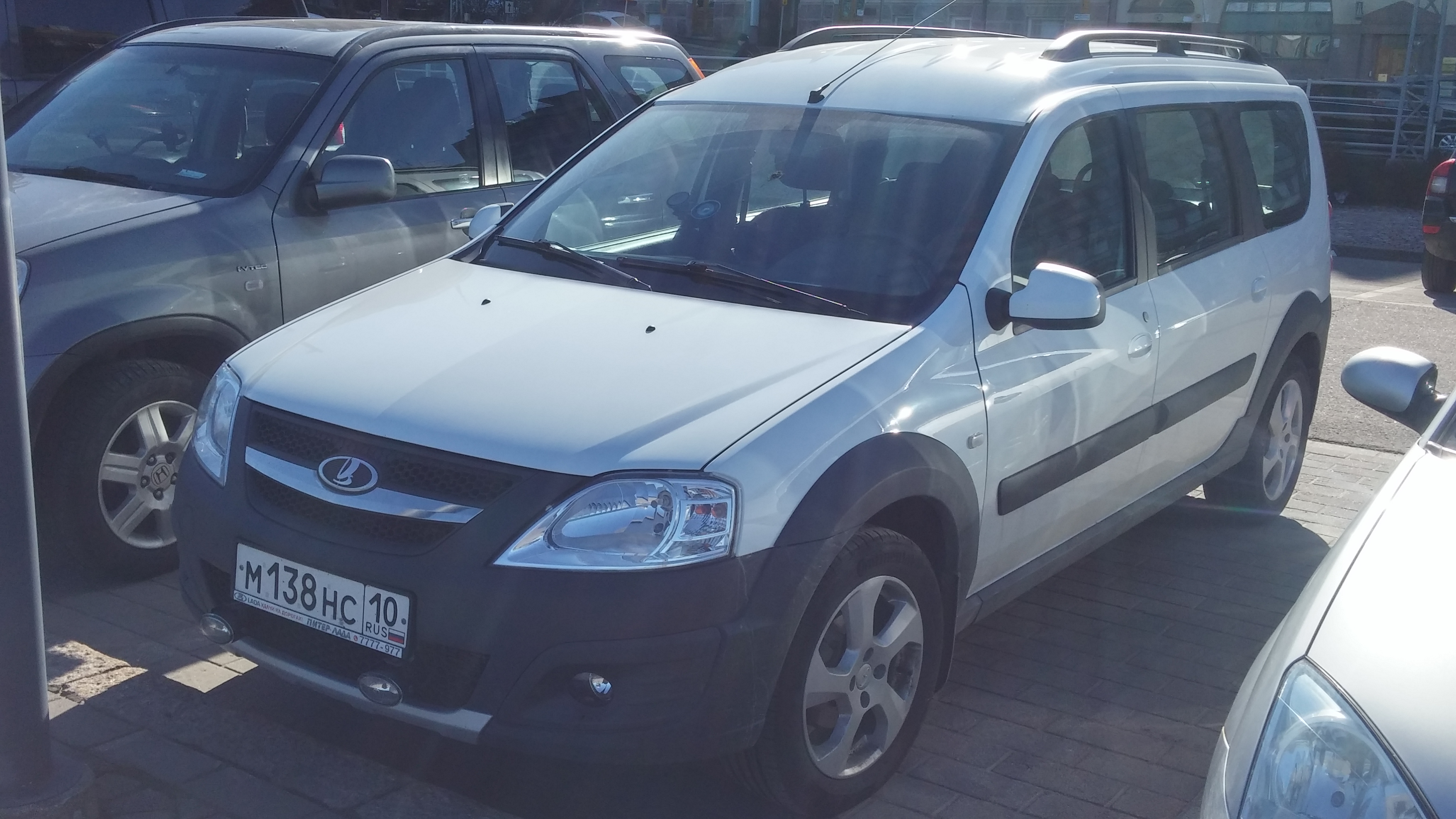
Lada Largus phase 1 Cross

En 2015 est lancée une inédite version Cross, au style baroudeur.

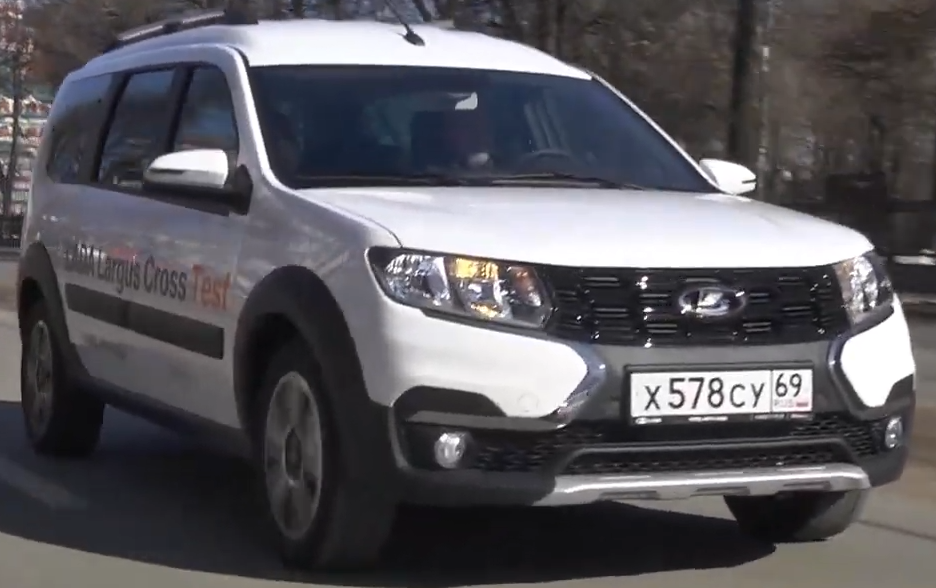
Lada Largus phase 2

La Largus connait un important restylage en 2020. 
En 2022, dans le cadre du départ de Renault de la Russie après l'invasion de l'Ukraine, les Lada Largus sont commercialisées sans airbag et sans ABS.

### e-Largus
Une version électrique, nommée e-Largus, est annoncée en 2022 pour le marché russe. 
La Largus électrique est assemblée dans l'usine russe de Ijevsk. En parallèle, les Lada Largus thermiques sont toujours commercialisées.